# Milan Havel
Milan Havel (Praga, 7 agosto 1994) è un calciatore ceco, difensore del Viktoria Plzeň.

## Caratteristiche tecniche
Terzino sinistro, può giocare anche a destra.

## Carriera
L'8 settembre 2021 fa il suo esordio in nazionale maggiore nell'amichevole pareggiata 1-1 contro l'Ucraina.